# ماريبيل دياز كابيلو
ماريبيل كارمن دياز كابيلو (تلفظ بالإسبانية: ‎/mariˈβel ˈkaɾmen ˈdias kaˈβeλo/‏ ولد في 27 مارس 1970) هو معلمة وأكاديمية بيروفية. أصبحت دياز كابيلو لكونها زوجة الرئيس مارتن فيزكارا سيدة بيرو الأولى من 23 مارس 2018 حتى عزل زوجها وعزله من منصبه في 10 نوفمبر 2020.

## الحياة والوظائف
ولدت في 27 مارس 1970 في موكيجوا، بيرو. والداها، رافائيل دياز دويناس وكارمن كابيلو أوفييدو، كانا معلمين. عمها، أنطونيو كابيلو أوفييدو، كان قد شغل منصب عمدة موكيجوا من عام 1987 حتى عام 1990. وهي على صلة بالكاتبة البيروفية الراحلة مرسيدس كابيلو دي كاربونيرا، على الجانب الأمومي من عائلتها. 
درست دياز الطب في البداية في جامعة توكومان الوطنية في الأرجنتين لكنها غادرت المدرسة في نهاية العام الدراسي لمتابعة التدريس بدلاً من ذلك.  عادت إلى بيرو حيث التحقت بالتعليم الابتدائي في معهد بيداغوجيا مرسيدس كابيلو.  أكملت في وقت لاحق درجة الماجستير في التعليم من حرم موكيجوا في جامعة سيزار فاليخو.
وقد طورت حياتها المهنية من خلال مجموعة متنوعة من المناصب في الفصول الدراسية والإدارية في المدارس الحكومية في منطقة موكيجوا بما في ذلك مدير مدرسة القلب الأقدس لمسيح الابتدائية في موكجوة حتى عام 2017.  تركت منصبها كرئيسة مدرسة القلب الأقدس لمسيحيو في عام 2017 عندما عُين زوجها سفيراً لكندا. 
قابلت مارتن عندما كانت لا تزال طالبة وللزوجين الآن أربعة أطفال - ثلاث بنات وابن هما ديانا ودانييلا ودياميلا ومارتينو.  لديهم أيضا حفيد واحد ماتيو الذي ولد في عام 2017.  وقد أشاد فيزكارا علنا عن دور زوجته في حياتهم الشخصية والمهنية. في 6 يوليو 2016، نشر «ذلك المعلم الذي هو إلى جانبي ويعطي قوتي للحفاظ على الاستمرار. تلك المعلمة هي زوجتي ماريبيل» على وسائل التواصل الاجتماعي في يوم المعلم. 
أبقى دياز كابيلو إلى حد كبير على الأضواء خلال حملة الانتخابات الرئاسية لعام 2016، عندما اختار المرشح الرئاسي بيدرو بابلو كوتشينسكي مارتن فيزكارا نائباً لرئيس بيرو. وفي مقابلة مع «أمريكا تيليفيز»، أوضحت دياز أنها على الرغم من أنها تفضل الابتعاد عن السياسة، إلا أنها دعمت زوجها ومستقبله السياسي، وقالت للشبكة: «لم أحب ذلك كثيراً، لأن السياسة هي السياسة، أليس كذلك؟ ولكن إذا كان يريد ذلك وانه يريد أن يفعل ذلك، لا بد لي من دعمه»

## سيدة بيرو الأولى
في 23 مارس 2018، بعد استقالة بيدرو بابلو كوشينسكي وتعيين زوجها رئيسا لبيرو أصبحت سيدة بيرو الأولى خلفا لنانسي لانج. أعلنت أنها ستترك الفصل مرة أخرى لتولي واجبها كسيدة أولى جديدة في البلاد والتي تشمل أحداث بروتوكولية والإشراف على مكتب رسمي بميزانية سنوية تبلغ حوالي 600 ألف سول.

## التكريم
- البرتغال:
  -  وسام الاستحقاق (25 فبراير 2019)[8]
- إسبانيا:
  -  وسام إيزابيلا الكاثوليكية (22 فبراير 2019)[9]